# Moreno Capponcelli
Moreno Capponcelli (* 17. Januar 1960 in San Giovanni in Persiceto) ist ein ehemaliger italienischer Bahnradsportler.
Moreno Capponcelli war Profi-Rennfahrer von 1980 bis 1985. Im Jahre 1981 wurde er italienischer Meister im Sprint, 1984 im Keirin. Von 1982 bis 1984 wurde er Vize-Meister im Sprint.
Er startete auch bei Sechstagerennen, jedoch ohne Erfolg.